# جبهه جنوب غربی اقیانوس آرام

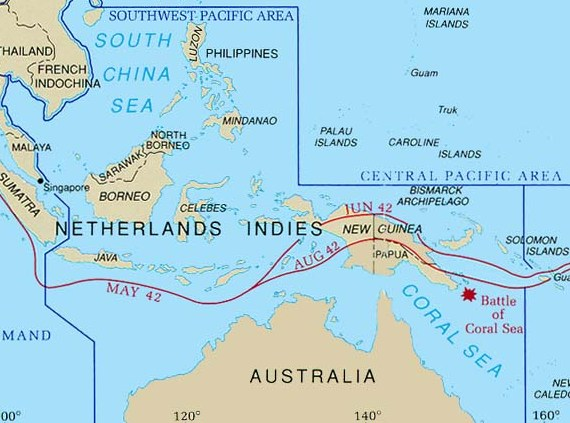
جنوب غرب اقیانوس آرام، به تعریف ستاد مشترک نیروهای مسلح آمریکا

جبههٔ جنوب غربی اقیانوس آرام جنگ جهانی دوم در جریان جنگ جهانی دوم، از جبهه‌های اصلی جنگ بین ژاپن و متفقین بود. شامل  فیلیپین مشترک‌المنافع، هند شرقی هلند (به استثنای سوماترا)، بورنئو، استرالیا و قلمروی آن قلمروی گینه نو (شامل مجمع‌الجزایر بیسمارک) و قسمت غربی جزایر سلیمان بود. این منطقه توسط فرماندهان  متفقین جنگ جهانی دوم فرماندهی منطقه جنوب غربی اقیانوس آرام تعریف شده‌است.